# Бак, Юлиан Борисович
Юлиан Борисович Бак (Иегуда Беркович;1860, Свенцяны, Виленская губерния — 1 [14] мая 1908, Санкт-Петербург) — русский инженер путей сообщения, общественный деятель, основатель и издатель газеты «Речь».

## Биография
Родился в 1860 году в Свенцянах в семье купца 2-й гильдии Бера (Берки) Абрамовича Бака (1829—1909) и Ганы Шмуйловны Бак (1829—?). Окончил Институт инженеров путей сообщения, работал на Закаспийской железной дороге, затем руководил строительством нескольких участков на разных железнодорожных линиях (Пермь — Котлас, Вологда — Вятка, Киев — Ковель, Балашово — Харьков). В Петербурге пользовался исключительным уважением и симпатиями всех партийных политических групп как вдумчивый общественный деятель, оказывавший нужную поддержку всяким здоровым общественным начинаниям и принимавший в некоторых из них деятельное участие.
Состоял членом петербургского комитета Еврейского колонизационного общества. Был первым, кто оказал материальное содействие обществу для научных еврейских изданий, предпринявшему издание Еврейской энциклопедии Брокгауза и Ефрона. Создал ряд благотворительных учреждений в Свенцянах. В 1904 году был избран членом правления еврейской общины Санкт-Петербурга и Хоральной синагоги. Был включён в комитет по сооружению нового комплекса зданий на Еврейском Преображенском кладбище.
Будучи предан идеям политической свободы и интересам бесправного еврейского населения в России, Бак не остановился перед крупными материальными затратами, чтобы поддержать в начале 1904 года убыточную газету «Новости» (под редакцией О. К. Нотовича), которая в то время была почти единственным большим прогрессивным органом, защищавшим, в частности, и еврейские права. Столь же бескорыстно он предпринял в 1906 году издание крупной политической газеты «Речь», вверив ведение её деятелям Конституционно-демократической партии, хотя газета позиционировалась как внепартийная и независимая   (со дня смерти Бака в газете постоянно печатался подзаголовок «Основана Ю. Б. Баком»). Ю. Б. Бак потратил 30 тысяч рублей на создание новой газеты, чья основная контора располагалась в его доме в квартире № 21. 
Дом Бака в Петербурге, выстроенный в 1905 году по проекту архитектора Б. И. Гиршовича (участок был приобретён Ю. Б. Баком в январе 1903 года), располагался на Кирочной улице, № 24.

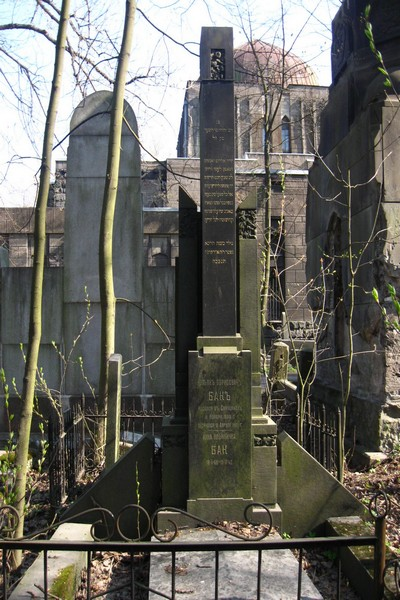
Преображенское еврейское кладбище (уч.: 0-3 ст.; место: 19. Могила Ю. Б. Бака

В 1908 году вошёл в Попечительский совет по организации курсов востоковедения барона Д. Г. Гинцбурга. Был выборщиком на своей родине во время выборов в первую Государственную думу.
Покончил с собой 1 (14) мая 1908 года. Похоронен на Преображенском еврейском кладбище. Автор надгробия — Я. Г. Гевирц.

## Семья
Жена — Анна Ильинична (Хана-Рейзл Эльяшевна) Бак (в девичестве Элияссон, 1866—1942). Родилась в Варшаве (или в Могилевской губернии) в семье купца Ильи Соломоновича Эльяссона и Бейлы Гюнцбург, дочери раввина. Погибла в блокадном Ленинграде.
Их дочь — Евгения Юлиановна Бак-Гальперин (1899—1968), переводчица, библиотечный работник, сотрудница ленинградского издательства «Время». Была замужем за инженером Исааком Петровичем Гальпериным (1894−1952).
Внучатый племянник Ю.Б. Бака — литературовед, библиограф и критик, педагог Борис Яковлевич Бухштаб.
Племянник (сын старшего брата) Анны Ильиничны Бак — правовед и экономист Лев Соломонович Эльяссон (1870−1927).